# 22705 Erinedwards
22705 Erinedwards è un asteroide della fascia principale. Scoperto nel 1998, presenta un'orbita caratterizzata da un semiasse maggiore pari a 2,9170019 UA e da un'eccentricità di 0,0412160, inclinata di 2,20997° rispetto all'eclittica.